# Tympanota ptychosyrma
Tympanota ptychosyrma là một loài bướm đêm trong họ Geometridae.